# Félix Galipaux
Pour l’article ayant un titre homophone, voir Galipeau.
Félix Galipaux, né le 12 décembre 1860 à Bordeaux 2e (Gironde) et mort le 7 décembre 1931 à Paris 1er, est un dramaturge, romancier, comédien, humoriste et violoniste français.

## Biographie
Né Félix Martin à Bordeaux de parents inconnus, il a été reconnu par sa mère, Louise Fénélon-Galipaux le 27 avril 1866 .
Après un premier prix au Conservatoire de Paris, il préfère se diriger vers le théâtre du Palais-Royal plutôt qu'à la Comédie-Française. Il passe ensuite du théâtre du Palais-Royal à celui de la Renaissance.
Il est l'auteur de plusieurs pièces boulevardières, comédies, saynètes, monologues et fantaisies. Il est connu comme monologuiste, équivalent de l’« humoriste » de spectacle actuel, jouant pour déclencher le rire uniquement sur l’esprit de ses textes, sans exploiter une particularité physique ou un défaut de prononciation comme il est fréquent à l’époque.
André Warnod rapporte dans le Figaro (lire en ligne sur Gallica) : Dans la pièce Pension de famille, en 1894, Galipaux était amoureux de Léonie Yahne mais comme dans les coulisses, il faisait la cour à Lucy Gérard, quand ils étaient en scène tous les trois et qu'il avait des choses gentilles à dire à Léonie Yahne, il regardait Lucy Gérard cela produisait le plus drôle d'effet sentimentalement, il avait l'air de loucher.
Félix Galipaux s’éteint en 1931, il repose dans la 93e division, sous un monument orné de son buste en bronze, au cimetière du Père-Lachaise à Paris.

## Galipaux et galipettes
On doit à cet écrivain humoriste la popularité du mot galipette, qui existait probablement dans les parlers de l'Ouest.
En effet, Félix Galipaux écrit un recueil d’histoires intitulé Galipettes, qui connaît un tel succès que suivent cinq autres volumes, de 1887 à 1930.

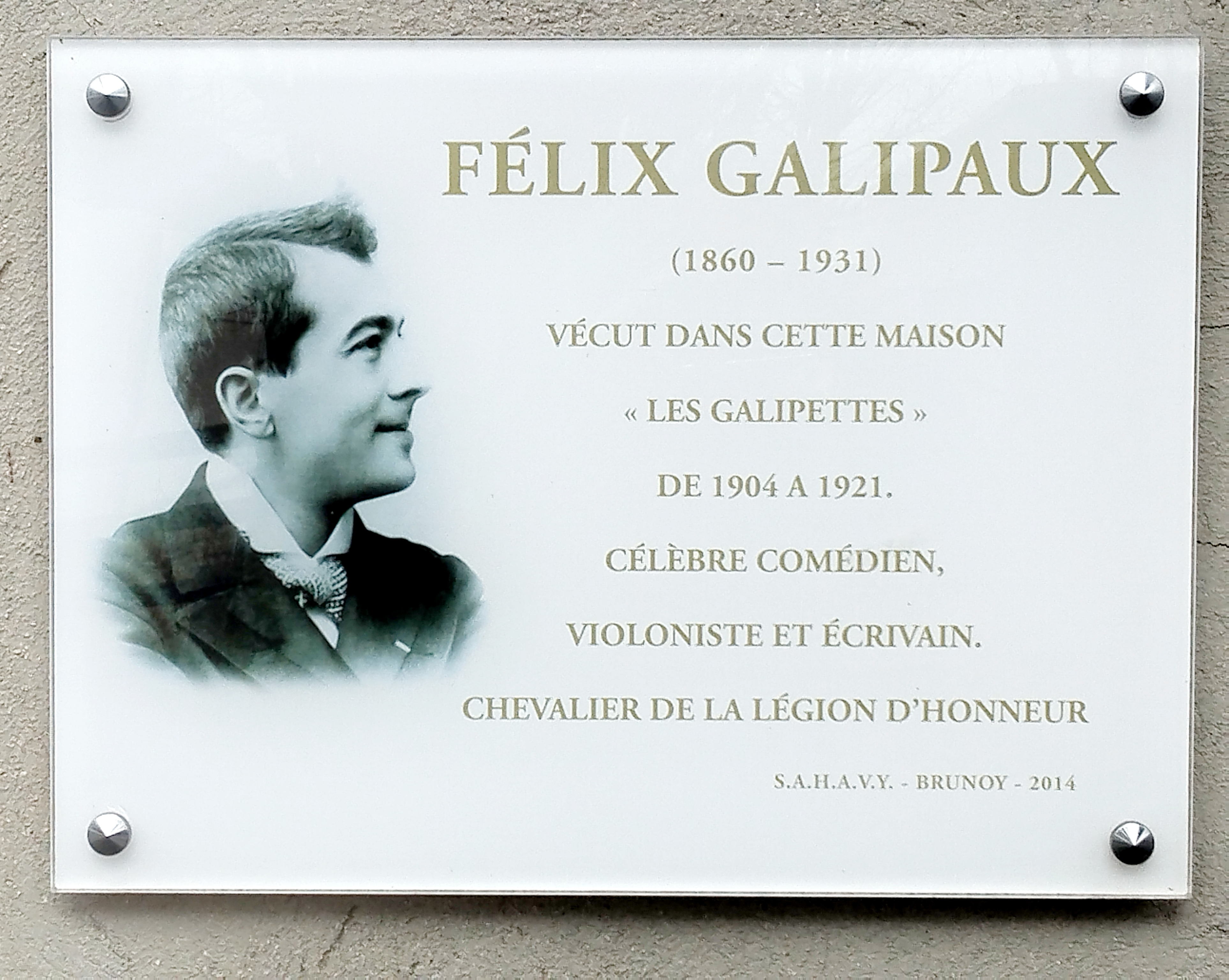
Plaque Félix Galipaux à Brunoy

Il donne également le nom "Les  Galipettes" à la maison qu'il occupe de 1904 à 1921, à Brunoy (Essonne), rue des Vallées.

## Œuvre

### Publications
- Galipettes, Paris, Jules Lévy, 1887. Préface d’Aurélien Scholl ;
- Encore des Galipettes ;
- Toujours des Galipettes ;
- Rien que des Galipettes ;
- Plus que jamais des Galipettes 1911 ;
- Re-Galipettes, Histoires de théâtre est édité en 1930, peu avant sa mort.

### Autres écrits

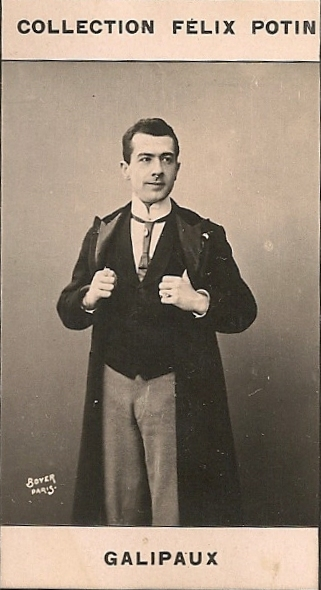

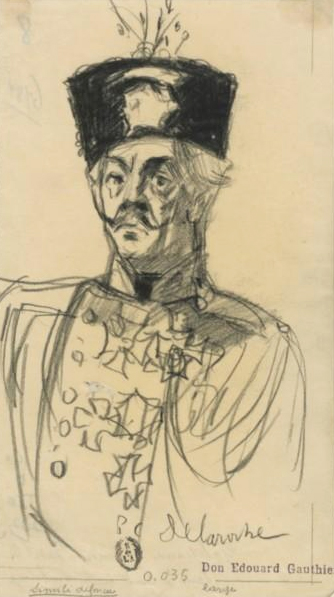
Félix Galipeau dans Le Comte de Luxembourg (1912)

- Oh! La Marseillaise !, Éditions Fayard, Paris, 1895.
- Nos Acteurs dans la rue ;
- Monologues et récits ;
- Confetti ;
- Pour casinoter. Comédies, saynètes, monologues, fantaisies, Paris, Paul Ollendorf, 1895 ;
- Théâtricule ;
- La Tournée Ludovic ;
- Petits Vers sur de grands mots ;
- Gorgibus et Sganarelle ;
- Un monsieur qui a un tic ;
- Le Raid Paris-Monte Carlo en deux heures ;
- Le Premier cigare du collégien ;
- La Soirée Bourgeois, Éditions Flammarion, Paris, 1923
- Les sifflets du merle, soliloques gais, Paris, Librairie théâtrale, 1931.
- Ceux que j'ai connu, Tome 1 , Éditions Figuière, 1931
- Les souvenirs de Galipaux. (1878-1930), Préface de J. Truffier. Éditions Plon, Paris, 1937, 1 vol. in-12 X-265 pp. (Journal intime de l'acteur Galipaux).

### Publications coécrites
- 1905 : La Mémoire des dates, coécrit avec Edmond Guiraud
- 1904 : Monsieur la Pudeur, Paris, Librairie théâtrale, 147 p. — vaudeville en trois actes écrit avec Alphonse Allais et Paul Bonhomme, créé au théâtre de Cluny, le 4 décembre 1903.
- 1921 : La guerre en pantoufles, coécrit avec Gabriel Timmory
- 1928 : Nous allons passer une bonne soirée !, coécrit avec Gabriel Timmory

### Théâtre
- 1886 : Tailleur pour dames de Georges Feydeau, Théâtre de la Renaissance, rôle de Moulineaux
- 1893 : Madame Sans-Gêne de Victorien Sardou et Emile Moreau, Théâtre du Vaudeville
- 1894 : Pension de famille de Maurice Donnay, Théâtre du Gymnase
- 1895 : Viveurs de Henri Lavedan, Théâtre du Vaudeville
- 1902 : L'Archiduc Paul d'Abel Hermant, Théâtre du Gymnase
- 1902 : La Carotte de Georges Berr, Paul Dehere et Marcel Guillemaud, Théâtre du Palais-Royal
- 1904 : Monsieur la Pudeur, en collaboration avec Alphonse Allais y Paul Bonhomme
- 1905 : La Marche forcée de Georges Berr et Marc Sonal, Théâtre du Palais-Royal
- 1910 : Miquette et sa mère de Gaston Arman de Caillavet et Robert de Flers, Théâtre du Gymnase
- 1910 : Chantecler d'Edmond Rostand, Théâtre de la Porte-Saint-Martin[4].
- 1911 : Un bon petit diable de Rosemonde Gérard et Maurice Rostand, Théâtre du Gymnase
- 1912 : Le Comte de Luxembourg, opérette en 3 actes, livret Alfred Maria Willner et Robert Bodanzky, adaptation française Robert de Flers et Gaston Arman de Caillavet, musique Franz Lehár, Théâtre de l'Apollo
- 1919 : Mariage parisien, opérette en 3 actes, livret de Georges Léglise, musique de Henri Goublier fils
- 1920 : Mademoiselle ma mère de Louis Verneuil, Théâtre Fémina
- 1924 : Léontine Sœurs, comédie musicale en 3 actes, texte d'Albert Acremant, musique Antoine Mariotte
- 1926 : À Paris tous les deux de Jacques Bousquet, Henri Falk et Georges Ménier, Comédie des Champs-Élysées
- 1929 : Mademoiselle ma mère de Louis Verneuil, Théâtre Edouard VII

### Filmographie partielle
- 1911 : Un monsieur qui a un tic d'Albert Capellani